# Mario Arias Navia
Mario Arias Navia, né le 5 septembre 1979, est un homme politique espagnol membre du Parti populaire (PP).

## Biographie

### Vie privée
Il est célibataire.

### Profession
Mario Arias Navia est titulaire d'une licence en droit. Il est avocat à l'Illustre Collège des avocats d'Oviedo, inscrit avec le numéro 5358.

### Activités politiques
Il est élu conseiller municipal d'Oviedo en 2011 et désigné conseiller délégué à la Sécurité citoyenne en 2015.
Le 20 novembre 2011, il est élu sénateur pour les Asturies au Sénat et réélu en 2015 et 2016.